# RFM
A RFM (que significa: Renascença Frequência Modulada ) é uma emissora de radiodifusão portuguesa que foi fundada a 1 de Janeiro de 1987 e que pertence ao Grupo Renascença Multimédia (conjuntamente com a Rádio Renascença, a Mega Hits e a Rádio Sim, encerrada em 2020).
É a estação e rádio mais ouvida em Portugal. Trata-se de uma rádio de género musical, que passa música pop, dance e rock em praticamente todos os seus horários. Pouco antes da hora certa, podem ser ouvidas as notícias. As informações de trânsito e de meteorologia estão em antena às 17 horas, 18 horas e 20 horas. (Durante os dias úteis, também às 7 horas, 8 horas e 9 horas.)
O Oceano Pacífico comemorou, em Outubro de 2009 (à data ainda com João Chaves), 25 anos de emissão, comemorações essas que arrancaram em Junho com um concerto de Elton John no Pavilhão Atlântico em Lisboa e terminaram com um cruzeiro pelo Mediterrâneo com alguns dos animadores e ouvintes da RFM.
A programação musical desta rádio centra-se em grupos ou músicos como The Weekend, Nena, Farruko, Calum Scott, Justin Bieber, Matias Dámasio, Imagine Dragons, Bárbara Bandeira, Maluma, Diogo Piçarra, Fernando Daniel e entre outros. Apesar do seu estilo de música maioritariamente comercial, na RFM é possível ouvir, pontualmente, êxitos das décadas de 1970, 80 e 90, como músicas dos The Police, Pink Floyd, Queen, U2, Pólo Norte, Sting e Green Day.
Desde o início de 2014 que a RFM passa bastante música africana, nomeadamente kizomba, que envolve artistas como Badoxa, B4, C4 Pedro e, sobretudo, Anselmo Ralph. Em relação a Anselmo Ralph, a RFM dá-lhe bastante divulgação e apoio institucional, como apresentação em concertos ou oferta de bilhetes (através de passatempos).
Atualmente, os locutores da RFM são Pedro Fernandes, Paulo Fragoso, Catarina Figueiredo, António Mendes, José Coimbra, Mariana Alvim, Joana Cruz, Ana Colaço, Rodrigo Gomes, Daniel Fontoura, Inês Andrade, Inês Bento, Jéssica Mendes e Ana Pinheiro. Raramente surgem alterações à grelha.
A 6 de Novembro de 2010 a RFM realizou a 1.ª Edição dos Prémios RFM Ernestos 2010: um grande espectáculo que encheu a Nave de Espinho com mais de 11 mil pessoas a assistirem, transmitido em directo para a rádio e com transmissão vídeo para a Internet. Esta 1.ª Edição dos Ernestos que contou com o melhor da música portuguesa. Foram entregues Ernestos de barro a músicos como Luis Represas, Xutos e Pontapés, Pedro Abrunhosa, João Pedro Pais, Táxi, Fingertips, Miguel Gameiro e muitos outros.
Em 2010 a RFM apostou nas novas plataformas e para além de consolidar a sua página da internet RFM com as Webrádios RFM Online, Oceano Pacífico Online, 80s RFM e a RFM Clubbing, a RFM ultrapassou a barreira dos 200 mil fãs no Facebook RFM e lançou a RFMvi onde se pode ver o que se ouve na RFM. Desde o final de 2010 que também é possível seguir a RFM através de aplicações criadas para smartphones, iPhone e, alguns meses mais tarde, para iPad.
A página da RFM no Facebook conta com mais de 1 milhão e 800 mil gostos. No Instagram já conta com 800 mil seguidores.
A RFM conta com uma aplicação para dispositivos móveis (smartphones e tablets), bem como um site, onde é possível ouvir a emissão online.
Depois de 37 anos, uma voz feminina (Ana Colaço) assumiu o Oceano Pacifico.
Em Abril de 2022, Carolina Camargo deixou a RFM.

## Animadores
- Hélder Tavares
- Catarina Moreira
- Ana Garcia Martins
- Pedro Fernandes
- Mariana Alvim
- Luís Pinheiro
- Catarina FIgueiredo
- Daniel Fontoura
- Rodrigo Gomes
- Inês Andrade
- Joana Cruz
- Ana Pinheiro
- Ana Colaço
- António Mendes
- Inês Bento
- Jessica Mendes
- Pedro Simões
- Rich&Mendes

## Programação
| DIA DA SEMANA | PROGRAMA            | HORÁRIO  | EQUIPA                                                                                 |
| ------------- | ------------------- | -------- | -------------------------------------------------------------------------------------- |
| 2ªf a 6ªf     | Café da Manhã       | 7h-10h   | Pedro Fernandes Mariana Alvim Luis Pinheiro Ana Garcia Martins com "Ninguém PodComigo" |
| 2ªf a 6ªf     | Corta Para...       | 10h-13h  | Daniel Fontoura Catarina Figueiredo                                                    |
| 2ªf a 6ªf     | Num Mundo Ideal     | 13h-16h  | Rodrigo Gomes Inês Andrade                                                             |
| 2ªf a 6ªf     | Tá Bonito           | 16h-19   | Hélder Tavares Catarina Moreira                                                        |
| 2ªf a 6ªf     | O da Joana          | 19h-22h  | Joana Cruz                                                                             |
| 2ªf a 6ªf     |                     | 22h-00h  | Ana Pinheiro                                                                           |
| Sáb e Dom     |                     | 7h-10h   | Ana Colaço                                                                             |
| Sábabo        |                     | 10h-14h  | Catarina Figueiredo                                                                    |
| Sábabo        |                     | 14h-16h  | Inês Bento                                                                             |
| Sábabo        | Virose              | 16h-19h  | Hélder Tavares                                                                         |
| Sábabo        |                     | 19h-22h  | Inês Andrade                                                                           |
| Sábabo        |                     | 22h-00h  | António Mendes                                                                         |
| Domingo       | Brunch              | 10h-12h  | Jéssica Mendes e Marta Penaguião                                                       |
| Domingo       | 10 Músicas Seguidas | 12h--18h | Jéssica Mendes Ana Pinheiro                                                            |
| Domingo       | Top 25 RFM          | 18h-20h  | Daniel Fontoura                                                                        |
| Domingo       |                     | 20h-23h  | António Mendes                                                                         |
| Domingo       | RFM Time Machine    | 23h-00h  | António Mendes Teresa Lage                                                             |

## Frequências
Aveiro - 91.7 FM, 95.0 FM, 97.4FM, 104.1FM
Beja - 100.9 FM, 104.9 FM
Braga - 89.7 FM, 90.4 FM, 104.1 FM
Bragança - 99.5 FM, 101.1 FM
Castelo Branco - 91.7 FM, 99.5 FM,101.1 FM
Coimbra - 91.7 FM
Évora - 89.7 FM, 100.9 FM, 101.1 FM
Faro - 89.6 FM, 104.9 FM
Guarda -  91.7 FM, 103.0 FM, 104.0 FM
Leiria - 91.7 FM, 106.8 FM, 107.7 FM
Lisboa - 89.9 FM, 93.2 FM, 106.6 FM, 106.8 FM
Portalegre - 91.7 FM, 101.1 FM, 107.1 FM
Porto - 89.7 FM, 90.4 FM, 104.1 FM, 106.2 FM
Santarém - 91.7 FM, 93.2 FM, 101.1 FM, 106.8 FM
Setúbal - 89.9 FM, 93.2 FM
Viana do Castelo - 90.4 FM, 95.4 FM
Vila Real - 101.1 FM, 102.6 FM, 106.2 FM
Viseu - 91.7 FM, 95.0 FM, 99.4 FM,106.2 FM
Madeira - 93.6 FM
São Miguel, Açores - 100.0 FM
Santa Maria, Açores - 100.0 FM

## Rádios Online
A RFM tem 11 emissões 24/7 através do seu site: 
- RFM Online (a mesma que se ouve na frequência de rádio),
- 80's RFM
- RFM Jazzy

- RFM Novas
- RFM Dance It
- RFM Latinas
- RFM Oceano Pacifico
- 90's RFM
- 00's RFM
- RFM Rocks
- RFM Toca Portugal